# 天主教西宁宗座监牧区
天主教西寧宗座監牧區（拉丁語：Apostolica Praefectura Siningen，中國官方稱為：西寧教區）是羅馬天主教在中國青海省設立的一個宗座監牧區。

## 現狀
1937年2月4日，從蘭州府宗座代牧區分出西寧宗座監牧區。宗座監牧區範圍覆蓋全個青海省，教座位於青海省西寧市。
1950年，西寧宗座監牧區信徒人數為4,144人、57個堂區、11位司鐸、4位修士和20位修女。現任宗座監牧為耶穌會會士顧征主教。

## 歷史
1848年9月，曾在青海省設立青海湖宗座代牧區，但在1861年撤銷。1937年2月4日，聖座從甘肅省蘭州府宗座代牧區劃出青海省設立西寧宗座監牧區。由聖言會會士管理，耶羅尼姆斯·哈伯斯特羅神父出任首任宗座監牧。
1949年10月1日，中國共產黨在中國大陸地區建立中華人民共和國，並開始針對天主教進行宗教迫害及打壓，教會已經無法正常功能。1951年，德國籍哈伯斯特羅神父被捕。後他與其他外籍傳教士先後被中國政府驅逐出境。
1966年至1979年文化大革命期間，所有宗教活動停止。1991年，耶穌會會士顧徵獲秘密晉牧成為西寧宗座監牧，中國政府未承認。
1990年代末期，由於西寧監牧區內的神職人員對於是否加入由中國政府控制的愛國會存在爭議。為了維護教會合一和與神職人員間的共融，顧徵主教聽從范忠良主教的建議返回上海。往後一直沒有返回西寧宗座監牧區。

## 歷任主教

### 西寧宗座監牧
- 夏思德神父, S.V.D.（1937年11月12日-1969年8月13日）：德國籍[4][5]
- 教座出缺（1969年-1991年）
- 顧征主教, S.J.（1991年-現任）：秘密晉牧，中國政府未承認。[6]